# Sunflower Daisetsu
Le Sunflower Daisetsu (さんふらわあ だいせつ, Sanfurawā Daisetsu) est un ferry appartenant à la compagnie japonaise MOL Sunflower. Construit en 2001 aux chantiers Mitsubishi Heavy Industries de Shimonoseki pour la compagnie Kyu-Etsu Ferry, il est alors baptisé New Rainbow Love (ニューれいんぼうらぶ, Nyū Reinbō Rabu) et entre en service en juillet 2001 sur la liaison reliant simultanément les îles japonaise de Hokkaidō, Honshū et Kyūshū par la mer du Japon. Transféré en 2005 au sein Higashi Nihon Ferry, société mère de Kyu-Etsu Ferry, à l'occasion de l'absorption de cette dernière, il est ensuite vendu en 2007 à la compagnie MOL Ferry et employé sur les traversées nocturnes vers Hokkaidō depuis le Kantō. Transféré en 2023 au sein de la nouvelle entité MOL Sunflower, issue de la fusion de MOL Ferry avec la compagnie sœur Ferry Sunflower, il conserve son affectation jusqu'en janvier 2025.

## Historique

### Conception et construction
En 1996, la compagnie japonaise Higashi Nihon Ferry inaugure les services de sa filiale Kyu-Etsu Ferry sur une ligne inédite reliant dans un premier temps les îles de Kyūshū et Honshū puis d'Hokkaidō par la mer du Japon. Assurée par les ferries Rainbow Bell et Rainbow Love, cette desserte ne rencontre cependant pas le succès escompté. Très sophistiqués, les deux navires se révèlent ainsi rapidement inadaptés à la faible demande de ces lignes. Après seulement quelques années de navigation, Kyu-Etsu Ferry décide, à l'approche des années 2000, de remplacer ces ferries par des unités moins capacitaires.
Construits par les chantiers Mitsubishi Heavy Industries de Shimonoseki à l'instar de leurs prédécesseurs, les futurs navires reprennent des dimensions et une capacité de roulage assez proches de celles des Rainbow Bell et Rainbow Love avec 190 mètres de long et un garage pouvant embarquer 150 unités de fret. La différence majeure réside dans la capacité passagère, abaissée à 150 personnes, et, par conséquent, aux installations leur étant dédiées, qui sont à présent beaucoup plus fonctionnelles et occupent une superficie moindre, à l'avant du navire. L'appareil propulsif est également moins puissant et plus économe que celui des anciens navires.
Premier des deux navires construits, le New Rainbow Love est mis sur cale le 6 octobre 2000 et lancé le 14 mars 2001. À l'issue des travaux de finition, il est livré à Kyu-Etsu Ferry le 29 juin 2001.

### Service

#### Kyu-Etsu Ferry/Higashi Nihon Ferry (2001-2007)
Le New Rainbow Love est mis en service le 8 juillet 2001 entre Muroran, Jōetsu et Fukuoka. Il remplace alors sur cet axe le Rainbow Bell. Quelques mois plus tard en octobre, il est rejoint par son jumeau le New Rainbow Bell. L'arrivée de ces nouveaux navires, aux prestations nettement revues à la baisse par rapport à l'ancienne paire, ne parvient toutefois pas à rentabiliser le service Hokkaidō - Honshū - Kyūshū. À l'été 2005, la filiale Kyu-Etsu Ferry est absorbée par sa société mère Higashi Nihon Ferry et en décembre 2006, cette dernière conclut un accord avec la compagnie concurrente MOL Ferry portant sur l'échange du New Rainbow Love et du New Rainbow Bell avec les ferries Sunflower Mito et Sunflower Tsukuba.

#### MOL Ferry/MOL Sunflower (depuis 2007)
Pris en main en 2007 par son nouveau propriétaire, le navire est renommé Sunflower Daisetsu et reçois sur sa coque l'emblématique livrée Sunflower avec un tournesol orange peint sur ses flancs. Lui et son jumeau, rebaptisé Sunflower Shiretoko, sont alors affectés sur les traversées secondaires entre Ōarai et l'île d'Hokkaidō avec des départs intervenant tard dans la nuit. 
Le 31 janvier 2009, alors qu'il pénètre dans l'enceinte portuaire d'Ōarai, le Sunflower Daisetsu est drossé contre un brise-lame par une forte rafale de vent, occasionnant quelques dégâts au niveau de l'arrière ainsi que des hélices.
Le 31 juillet 2015, au cours d'une traversée entre Ōarai et Tomakomai, un court-circuit sur un camion réfrigéré stationné au niveau du garage principal entraîne l'embrasement de celui-ci vers 17h30. Très vite, la chaleur dégagée par l'incendie font exploser de petites bouteilles de gaz non déclarées se trouvant à bord d'une remorque située sur le pont garage supérieur. Les 71 passagers et les membres de l'équipage sont rapidement évacués grâce à l'assistance de navires présents à proximité. L'accident aura cependant fait une victime, Kunihiko Orita, second officier du navire, porté disparu après l'évacuation puis retrouvé mort quelques jours plus tard près du foyer de l'incendie. Le Sunflower Daisetsu est quant à lui pris en remorque et acheminé à Muroran le 5 août où les pompiers s'affairent à combattre l'incendie qui est finalement éteint le 10 août. Par chance, seul le garage a été touché par les flammes et les machines sont intactes. Le 5 septembre, le navire est conduit à Hakodate où il est remis en état. Les réparations s'achèvent au début de l'année 2016 et le ferry est en mesure de reprendre ses rotations le 3 février.
Le 1er octobre 2023, le Sunflower Daisetsu est transféré au sein de la nouvelle entité MOL Sunflower, issue de la fusion de MOL Ferry et de sa compagnie sœur Ferry Sunflower. Uniquement d'ordre administratif, ce changement n'affecte pas l'exploitation du car-ferry.

## Aménagements
Le Sunflower Daisetsu possède 8 ponts. Si le navire s'étend en réalité sur 10 étages, deux d'entre sont inexistants au niveau des garages afin de lui permettre de transporter du fret. Les locaux passagers occupent principalement l'avant des ponts A et B. Les garages se situent sur les ponts C, D, et E.

### Locaux communs
De par la nature de son utilisation, les installations du Sunflower Daisetsu se veulent fonctionnelles. Ainsi, le navire ne possède pas de structure de restauration, mais uniquement des distributeurs automatiques servant repas et boissons au sein d'une salle équipée de tables permettant de s'asseoir pour consommer. Un petit salon à l'avant, une salle de jeux et d'arcade, des coins fumeurs et des bains publics non mixtes sont également présents à bord. Toutes les installations sont situées sur le pont A.

### Cabines
Le Sunflower Daisetsu est équipé de couchettes réparties sur le pont B au sein de 20 cabines de quatre personnes, un dortoir de dix places et cinq dortoirs de 12 places. Deux cabines privatives à deux équipées de sanitaires sont également présentes sur le pont A.

## Caractéristiques
Le Sunflower Daisetsu mesure 190 mètres de long pour 26,4 mètres de large, son tonnage est de 11 401 UMS (le tonnage des car-ferries japonais étant défini sur des critères différents, il est en réalité plus élevé). Il peut embarquer 154 passagers et possède un spacieux garage pouvant embarquer 62 véhicules et 154 remorques. Le garage est accessible au moyen de deux porte rampe latérales situées à la proue et à la poupe du côté tribord ainsi qu'une porte axiale située à l'arrière. Le Sunflower Daisetsu est mû par deux moteurs diesel NKK-Pielstick 12PC4-2V-570 développant une puissance de 29 160 kW entraînant deux hélice à pas variables faisant filer le bâtiment à une vitesse de 25 nœuds. Il est aussi doté de deux propulseurs d'étrave, d'un un propulseur arrière ainsi que d'un stabilisateur anti-roulis. Les dispositifs de sécurité sont essentiellement composés de radeaux de sauvetage mais aussi d'une embarcation semi-rigide de secours.

## Lignes desservies
Sous les couleurs de Kyu-Etsu Ferry puis de Higashi Nihon Ferry de 2001 à 2006, le New Rainbow Love effectuait la liaison entre Hokkaidō, Honshū et Kyūshū sur la ligne Muroran - Jōetsu - Fukuoka.
Pour MOL Ferry puis MOL Sunflower depuis 2007, il navigue sur les départs du soir entre le Kantō et Hokkaidō sur la ligne Ōarai - Tomakomai. 